# 松野志保
松野 志保（まつの しほ、1973年2月10日 - ）は、歌人。山梨県出身。
山梨県立甲府南高等学校、東京大学文学部日本語日本文学専修卒業。高校在学中より短歌を作り始め、雑誌に投稿。1993年、短歌結社「月光の会」に入会し、福島泰樹に師事。2000年、「永久記憶装置」で第43回短歌研究新人賞候補。2003年より短歌同人誌「Es」に参加。ボーイズラブを好み、短歌にもそのテイストを持ち込むことを特徴としている。第一歌集『モイラの裔』では萩尾望都、高河ゆん、森茉莉などからエピグラフの引用を行っている。

## 著書
- モイラの裔―歌集 洋々社 2002.11 月光叢書 ISBN 4896748352
- Too Young To Die―歌集 風媒社 2007.1 ISBN 4833120623
- 現代短歌最前線　新響十人（石川美南、生沼義朗、黒瀬珂瀾、笹公人、島田幸典、永田紅、野口恵子、松村正直、松本典子共著）北溟社 2007.3 ISBN 4894485419
- われらの狩りの掟―歌集 ふらんす堂 2021.4 ISBN 9784781413501